# Kroktjärnen (Åre socken, Jämtland)
Kroktjärnen är en sjö i Åre kommun i Jämtland och ingår i Indalsälvens huvudavrinningsområde. Sjön har en area på 0,0665 kvadratkilometer och ligger 651,3 meter över havet.

## Delavrinningsområde
Kroktjärnen ingår i det delavrinningsområde (703512-132625) som SMHI kallar för Inloppet i Sönner-Gråssjön. Medelhöjden är 652 meter över havet och ytan är 4,83 kvadratkilometer. Räknas de 2 avrinningsområdena uppströms in blir den ackumulerade arean 32,39 kvadratkilometer. Visjöån som avvattnar avrinningsområdet har biflödesordning 3, vilket innebär att vattnet flödar genom totalt 3 vattendrag innan det når havet efter 405 kilometer. Avrinningsområdet består mestadels av skog (78 procent) och sankmarker (18 procent). Avrinningsområdet har 0,16 kvadratkilometer vattenytor vilket ger det en sjöprocent på 3,2 procent.